# Fernão Dias (São Tomé)
Fernão Dias é uma aldeia de São Tomé e Príncipe, localiza-se ao Norte no distrito da Lobata, ilha de São Tomé, próxima ao Rio do Ouro, da aldeia de São Carlos e da Ponta Fernão Dias.
No seu pontão, foram detidos os prisioneiros do Massacre de Batepá, em 1953. Ainda hoje acredita-se que é possível ouvir ali o som do arrastar dos grilhões a que os prisioneiros se encontravam acorrentados, assim como os seus quidalês ou gritos de socorro.